# Korea

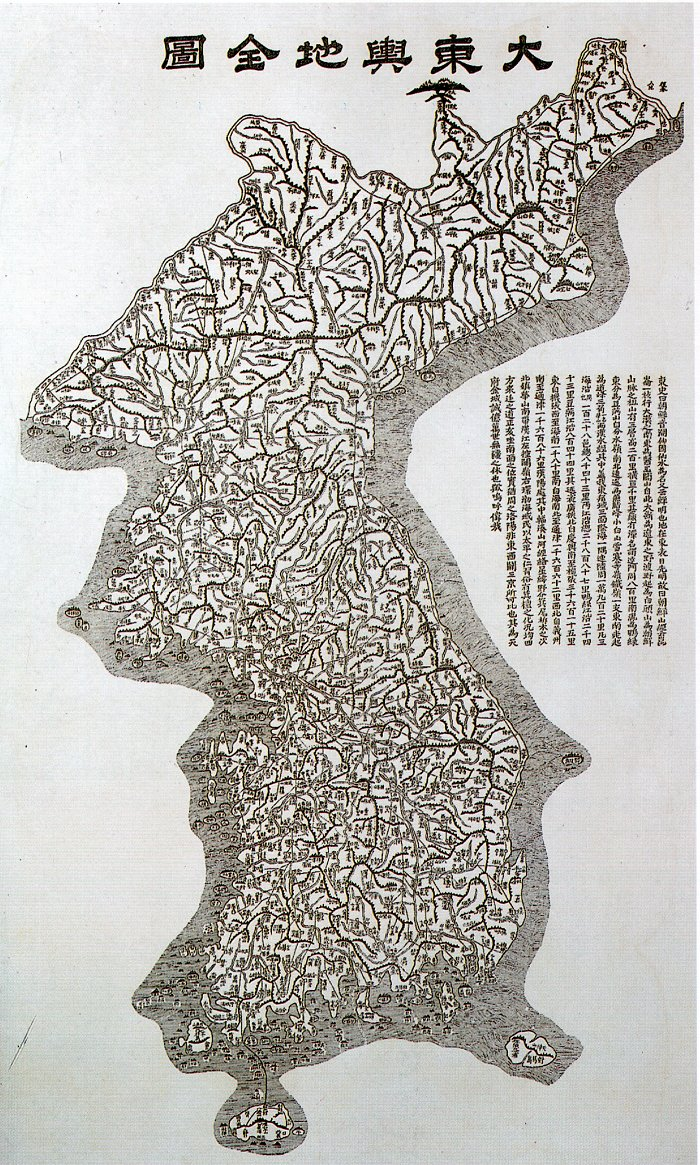
Karta över Korea, gjord av den koreanska geografen Kim Jeongho,
daterad till 1860.

Korea är det historiskt enade riket och nationen på Koreahalvön  i nordöstra Asien.

## Geografi
Korea gränsar till Kina och Ryssland i norr. Koreahalvön är omgivet av Östra havet, Gula havet och Koreasundet som skiljer Korea från Japan. Korea är uppdelat i Demokratiska Folkrepubliken Korea (Nordkorea) i norr, samt Republiken Korea (Sydkorea) i söder.

## Historia
Koreahalvön har varit bebodd av människor sedan förhistorisk tid. Det koreanska folket har fram till modern tid alltid behållit en, om inte politisk, så kulturell självständighet. Från början av 1900-talet fram till andra världskrigets slut var Korea en japansk koloni. Som en följd av andra världskriget delades landet mellan segermakterna USA och Sovjetunionen. Landet delades i två stater 1948: Demokratiska Folkrepubliken Korea (Nordkorea) och Republiken Korea (Sydkorea). Både Sydkoreas president Syngman Rhee och Nordkoreas ledare Kim Il Sung var dock ivriga att få makten över båda länderna; gränsstrider mellan de två staterna förekom och 25 juni 1950 gjorde Nordkorea ett anfall över gränsen vilket blev starten på Koreakriget.

## Språk
Koreanskan talas på Koreahalvön, i norra Kina och bland befolkningsgrupper i främst Nordamerika. Det officiella skriftspråket kallas hangul och uppfanns på 1400-talet av den fjärde kungen av Joseon, Sejong den store. Även hanja, det koreanska namnet på kinesiska tecken, har använts och förekommer nu endast i viss utsträckning i Sydkorea.

## Kultur

### Koreansk litteratur
Det koreanska skriftspråket blev fullt utvecklat på 1400-talet.

### Koreanska köket
- Kimchi
- Bulgogi
- Kimbab
- Bibimbab